# 囲碁界の2018年
囲碁界の2018年は囲碁界の2018年をまとめる。
世界棋戦（全棋士出場）と七大タイトルは太字にしている。

## 1月
- 2日　第3回Mlily夢百合杯世界囲碁オープン戦は朴廷桓九段(24)が朴永訓九段(32)を下して3勝0敗で優勝。
- 10日　第5回世界囲碁名人戦は李世石九段(34)が連笑九段(23)を下し優勝。
- 20日　第3回未来之星鋭最強戦は安正己三段(20)が朴鍵昊二段(19)を下し、優勝。
- 23日　第22期女流国手戦は崔精八段(21)が金彩瑛三段(22)を下し、2勝0敗で優勝。
- 24日　第5期新人王戦は申旻埈六段(19)が韓相朝初段(18)を下し、2勝0敗で優勝。
- 25日　第56期十段戦は村川大介八段(27)が志田達哉七段(27)を下して挑戦権を獲得
- 29日　第21期女流棋聖戦は挑戦者上野愛咲美初段(16)が謝依旻女流棋聖(28)を下し、2勝0敗で奪取。

## 2月
- 1日　第6期英才戦は朴炫洙二段(17)が朴鎮鍈二段(17)を下し、2勝0敗で優勝。
- 7日　第6回賀歳杯中日韓新春争覇戦は朴廷桓九段(25)が柯潔九段(20)を下し優勝。
- 8日　第22回LG杯世界棋王戦は謝爾豪五段(19)が井山裕太九段(28)を下し、2勝1敗で優勝。
- 16日　第42期棋聖戦は井山裕太棋聖(28)が挑戦者一力遼八段(20)を下し、4勝0敗で防衛。

## 3月
- 1日　第19期農心杯世界囲碁最強戦は副将・金志錫九段(28)が主将・柯潔九段(20)を下し、2勝して優勝。
- 4日　第24期ペア囲碁戦は加藤啓子六段(39)井山裕太棋聖(28)ペアが鈴木歩七段(34)黄翊祖八段(30)ペアを下し、優勝。
- 7日　第30期女流名人戦は藤沢里菜女流名人(19)が挑戦者矢代久美子六段(41)を下し、2勝0敗で優勝。
- 10日　第17期西南王戦は半昱廷九段(22)が唐韋星九段(25)を下し、優勝。
- 16日　第1回ワールド碁女流最強戦は於之宝六段(20)が黒嘉嘉七段(23)を下し優勝。
- 18日　第65期NHK杯戦は井山裕太九段(28)が志田達哉七段(27)を下し、優勝。
- 19日　第2回ワールド碁チャンピオンシップは朴廷桓九段(25)が井山裕太九段(28)を下し、優勝。
- 26日　第36期KBS杯棋王戦は朴廷桓九段(25)が金志錫九段(28)を下し、2勝0敗で優勝。
- 29日　第2期中日韓囲碁元老戦は曹大元九段(56)が聶衛平九段(65)を下し、優勝。
- 31日　第5期グランドチャンピオン戦は井山裕太九段(28)が河野臨九段(37)を下し、優勝。

## 4月
- 12日　第56期十段戦は十段井山裕太九段(28)が挑戦者村川大介八段(27)を下し、3勝0敗で優勝。
- 13日 第42期棋聖就位式が行われ、井山棋聖に允許状・棋聖メダル及び賞金4500万円が授与された。
- 17日　第32期天元戦は連笑天元(24)が挑戦者謝科五段(18)を下し、2勝1敗で優勝。
- 22日　第5回グロービス杯世界囲碁U-20は許嘉陽六段(18)が申旻埈七段(19)を下し、優勝。
- 23日　第5期大舟杯プロシニア最強者戦は趙治勲名誉名人(61)が趙恵連九段(32)を下し、1勝0敗で優勝。
- 23日　第19期入神連勝最強戦は趙漢乗九段(35)が朴永訓九段(33)を下し、2勝1敗で優勝した。
- 26日　第10期台湾海峰杯戦は許皓鋐五段(16)が簡靖庭三段(17)を下し、2勝0敗で優勝した。
- 29日　第4回日中竜星戦は芝野虎丸七段(18)が柯潔九段(20)を下し、優勝した。

## 5月
- 4日　第6回国際名人ペア碁トーナメントは於之宝六段(19)半昱廷九段(22)ペアが高星四段(21)連笑九段(24)ペアを下し、優勝した。
- 4日　第30回テレビ囲碁アジア選手権戦は金志錫九段(28)が范蘊若六段(22)を下した。
- 7日　第2期浙江平湖當湖十局杯CCTV戦は范廷鈺九段(21)が范蘊若六段(22)を下し、優勝した。